# Гало (Пезаро и Урбино)
Гало (итал. Gallo) је насеље у Италији у округу Пезаро и Урбино, региону Марке.
Према процени из 2011. у насељу је живело 2056 становника. Насеље се налази на надморској висини од 120 м.